# Nonantola
Nonantola – miejscowość i gmina we Włoszech, w regionie Emilia-Romania, w prowincji Modena.
Według danych na rok 2004 gminę zamieszkuje 12 466 osób, 226,7 os./km².
W mieście znajduje się klasztor założony przez świętego Anzelma.